# Susan Marqusee
Susan Marqusee (* 1960 in New York City) ist eine US-amerikanische Biochemikerin und Biophysikerin an der University of California, Berkeley.

## Leben und Wirken
Susan Marqusee wuchs in London auf. 1982 erwarb sie an der Cornell University einen Bachelor in Physik und Chemie. 1990 machte sie bei Robert Lesh Baldwin an der Stanford University mit der Arbeit Alpha-helix formation by short peptides of De Novo design ihren Ph.D. in Biochemie, zeitgleich erwarb sie einen M.D. als Abschluss des Medizinstudiums. Von 1990 bis 1992 arbeitete sie als Postdoktorandin bei Robert T. Sauer am MIT. Seit 1992 ist sie an der University of California, Berkeley, zunächst als Assistant Professor, ab 1998 als Associate Professor, seit 2001 mit einer ordentlichen Professur. Seit 2009 leitet sie das dortige California Institute of Quantitative Biosciences (QB3).
Marqusee befasst sich mit Proteinfaltung und mit Proteindynamik. Zu ihren wichtigsten Beiträgen gehören das erstmalige de-novo-Design eines Proteins (siehe Protein-Engineering), das in Alpha-Helix faltet, die Anwendung neuartiger Wasserstoff-Austausch-Methoden (siehe Deuterierung), um seltene Konformationen messen zu können, und die mechanische Manipulation einzelner Proteine.
Marqusee hat laut Datenbank Scopus einen h-Index von 46, laut Google Scholar einen von 52 (jeweils Stand November 2020).

## Auszeichnungen (Auswahl)
- 2008 Fellow der American Association for the Advancement of Science
- 2012 William C. Rose Award[3]
- 2013 Mitglied der American Academy of Arts and Sciences[4][5]
- 2016 Mitglied der National Academy of Sciences[6]